# Wassermann (Tierkreiszeichen)

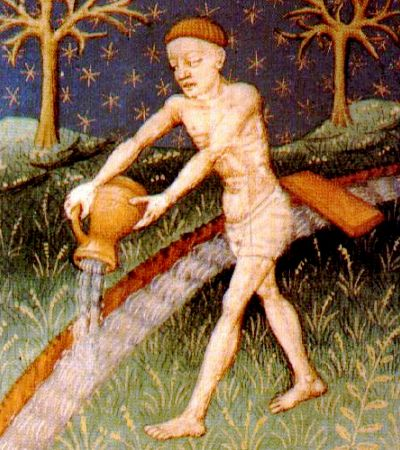
Wassermann (mittelalterliche Buchillustration)

Astrologisches Symbol des Wassermanns

Das Tierkreiszeichen Wassermann (altgriechisch Ὑδροχόος Hydrochóos, deutsch ‚Wassergießer‘, lateinisch Aquārius) entspricht dem elften Abschnitt des Tierkreises von 300° bis 330° ekliptikaler Länge ab dem Frühlingspunkt.
Die Sonne befindet sich im Mittel in der Zeit zwischen 21. Januar und 18. Februar in diesem Zeichen. Aufgrund der Wanderung des Frühlingspunktes entspricht das Tierkreiszeichen Wassermann heute nicht mehr dem Sternbild Wassermann. Im Sternbild Wassermann befindet sich die Sonne ungefähr in der Zeit zwischen 16. Februar und 12. März.
Nach dem Tetrabiblos des Claudius Ptolemäus
- ist der Wassermann männlich (I.12) und
- historisch ist Saturn, nach aktueller Auffassung aber Uranus Herrscher des Zeichens (I.17).

Als melothesische Entsprechung wurden dem Wassermann in der antiken Iatroastrologie die Unterschenkel zugeordnet. Die zugeordnete Gottheit war Juno.
Mit Zwillingen und Waage bildet der Wassermann das Trigon des Elements Luft,
und mit Stier, Löwe und Skorpion das Quadrat der vier festen Zeichen.
Das Zeichen war bereits Teil des babylonischen Tierkreises. Auf den MUL.APIN-Tafeln erscheint es als „Fischmensch“ (GU.LA).
Dargestellt wird das Zeichen seit der Antike als Mann, der Wasser aus einem Krug gießt, den er häufig auf der Schulter trägt. Erst in moderneren Darstellungen wird der Wassermann als Meermann gezeigt. Das astrologische Symbol zeigt einfach zwei Wellenlinien.
Das Unicode-Zeichen für das Symbol ist U+2652 (♒).